# Velódromo de Berlim
O Velódromo de Berlim (em alemão: Velodrom) é um recinto desportivo de ciclismo em pista coberta, no Prenzlauer Berg, localidade de Berlim, Alemanha. Pode receber até 12 000 pessoas, pelo que também foi a maior sala de concertos de Berlim, até à abertura do O2 World em 2008. É parte de um complexo maior, que inclui uma piscina, construída no curso da tentativa de Berlim, de conseguir os Jogos Olímpicos de Verão de 2000. Este projecto está relacionado com a reunificação alemã e o desejo de uma cidade, Berlim, a ponto de converter na capital, de ser nomeada para os Jogos Olímpicos.
O projecto inclui
- Um velódromo multiuso: onde se pode praticar ciclismo, atletismo, tênis, equitação, e realizar concertos.
- Um complexo de piscinas: 2 piscinas olímpicas, trampolim olímpico, as piscinas de treinamento de mergulho, espaços para deficientes, e meninos.
- Pavilhão poliesportivo.